# 山形駅

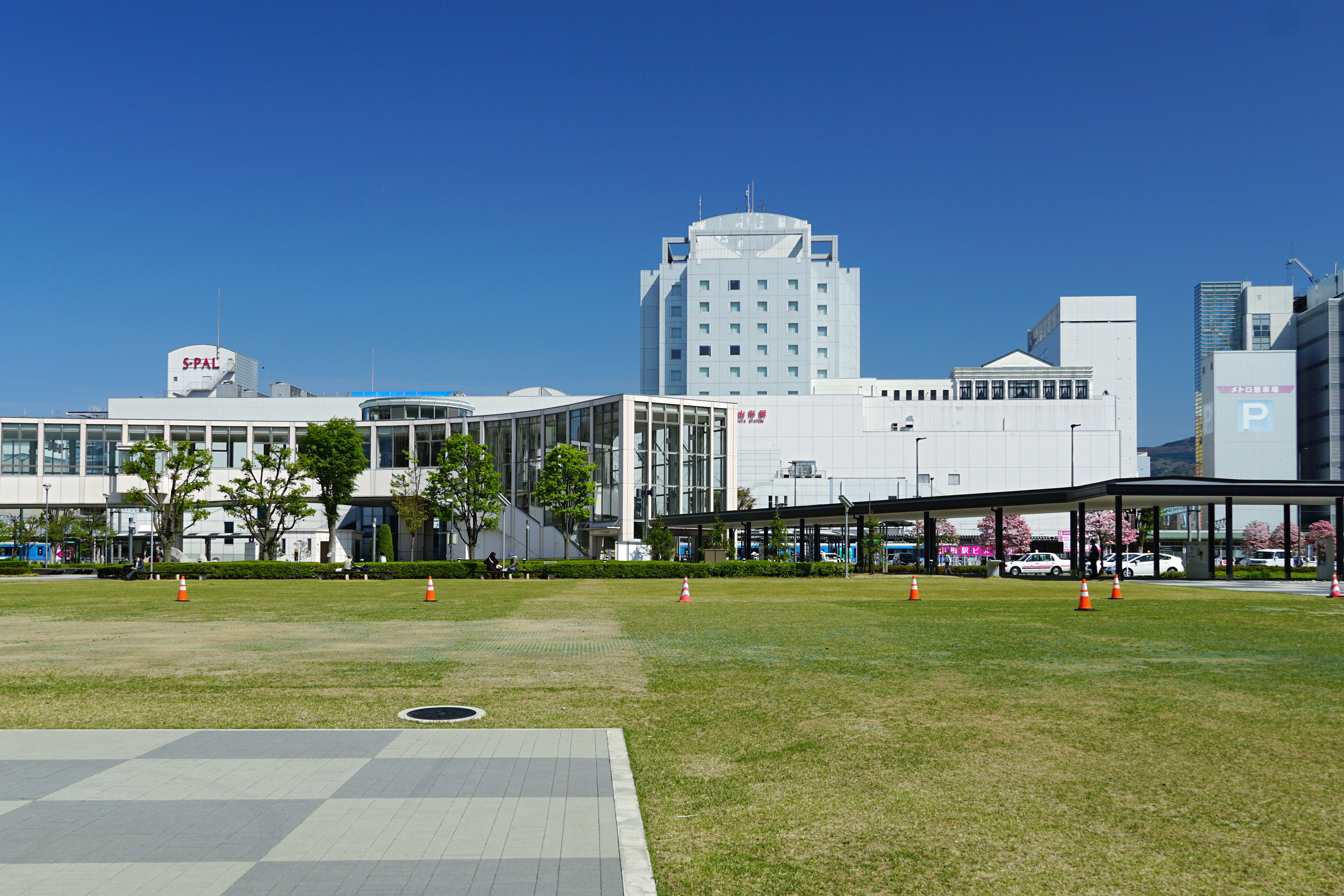
西口（2022年4月）

山形駅（やまがたえき）は、山形県山形市香澄町1丁目にある、東日本旅客鉄道（JR東日本）奥羽本線（山形線）の駅である。

## 乗り入れ路線
当駅に乗り入れている路線は、線路名称上は奥羽本線のみである。当駅は奥羽本線上を走るミニ新幹線である山形新幹線の停車駅であり、一方、奥羽本線の在来線としての愛称として「山形線」が設定されている。
また、羽前千歳駅を終点とする仙山線、北山形駅を起点とする左沢線の列車も当駅まで乗り入れている。この両路線は軌間1,435ミリメートルの標準軌の線路を使用する山形新幹線および山形線とは異なり、一般的なJR在来線と同様に軌間1,067ミリメートルの狭軌であるため、両路線の列車は当駅 - 北山形駅 - 羽前千歳駅間では標準軌と並行して設けられた狭軌の単線を走行する。

## 歴史
1901年（明治34年）、官設鉄道が米沢駅から延伸された際に、終着駅として旧・山形城三の丸内に開業駅舎として設置され、1916年（大正5年）には2代目駅舎が完成した。
戦後、山形駅前土地区画整理事業に則り、老朽化していた2代目駅舎を取り壊し、民衆駅として改築する計画が策定された。新駅舎は1966年（昭和41年）に総工費約5億円余りを投じ着工され、翌年地下1階地上2階の山形民衆駅が完成した。また新駅舎の延床面積の80%部分には店舗として山形ステーションデパートが開業した。
その後、山形新幹線の開業にあわせ、橋上駅舎の新築と山形駅ビルの改築そして東側の既存都市部と西地区の新都心地区を結ぶ自由通路の建設が策定され、山形新幹線の開通時に橋上駅舎および旅行センターであるびゅうプラザ山形駅が開業した。橋上駅舎の建設費は21億円で、そのうちの51%を自治省の承認を受け、山形市がJR東日本に負担（寄付）した。また、1993年（平成5年）には、総工費約130億円で建設した地下1階地上11階の「ホテルメトロポリタン山形」と地上5階のショッピングセンターである「メトロプラザ」（現・S-PAL山形）の開業によって新駅ビルは全面オープンした。
駅ビルの建設に沿って、バス・タクシー・自家用車乗降場などを備えた東口駅前広場、駐輪場や駐車場のほか店舗、交番、山交バス案内所を設けた地上4階5層の山形駅東口交通センター、および駅ビルと橋上駅舎のほぼ中央部を貫通して駅東口と西口新都心地区を結ぶ全天候型の東西自由通路「アピカ」も整備されている。また、2002年（平成14年）に駅東口のペデストリアンデッキが完成した。
2020年（令和2年）には駅周辺の宿泊需要に対応させるため、「ホテルメトロポリタン山形」の増築棟として南館を開業し、併せて立体駐車場を整備している。

### 年表
- 1901年（明治34年）
  - 4月11日：官設鉄道（のちに日本国有鉄道）奥羽南線が上ノ山駅（現・かみのやま温泉駅）から延伸した際の終着駅として開業[11]、一般駅。
  - 8月23日：奥羽南線が楯岡駅（現・村山駅）まで開通[12]、中間駅となる。
- 1909年（明治42年）10月12日：線路名称の制定に伴い、奥羽本線の駅となる[13]。
- 1965年（昭和40年）5月19日：コンテナの取り扱いを開始し、始発式を挙行[新聞 1]。
- 1967年（昭和42年）
  - 7月20日：民衆駅として改築[新聞 2]。3代目駅舎供用開始[4]。駅業務部分が開業[新聞 2]。
  - 8月1日：「山形ステーションデパート」の営業を開始[新聞 2]。
- 1970年（昭和45年）12月20日：旅行センターが開業[新聞 3]。
- 1978年（昭和53年）4月：電報の取り扱いを廃止[14]。
- 1985年（昭和60年）7月1日：秋鉄局の直営特産品売店「紅花」が開店[新聞 4]。
- 1986年（昭和61年）
  - 11月1日：荷物の取り扱いを廃止[2]。
  - 12月20日：オレンジカード対応券売機を設置[新聞 5]。
- 1987年（昭和62年）4月1日：国鉄分割民営化により、東日本旅客鉄道・日本貨物鉄道の駅となる[2]。
- 1991年（平成3年）7月5日：橋上駅舎建設工事に伴い、仮駅舎にて営業を開始[新聞 6]。
- 1992年（平成4年）7月1日：山形新幹線の福島 - 山形間が開業し、橋上駅舎の供用を開始[新聞 7]。
- 1993年（平成5年）
  - 7月21日：全天候型の東西自由通路「アピカ」が供用を開始し、開通式を挙行[8][新聞 8]。
  - 11月27日：4代目駅舎の供用開始[4]。新駅ビルが全面営業を開始し[新聞 9]、「ホテルメトロポリタン山形」「エスパル山形」が営業を開始[新聞 9]。
- 1994年（平成6年）
  - 5月27日：東口駅前広場整備事業が完成、オープニングセレモニーを挙行[新聞 10]。
  - 6月1日：東口バスターミナルの供用を開始[新聞 11]。
  - 7月20日：東口交通センターがオープンし、落成式を挙行[新聞 12]。
- 1996年（平成8年）3月16日：コンテナ輸送を貨物列車からトラック便に転換（自動車代行駅化）[新聞 13]。
- 1999年（平成11年）
  - 5月20日：山形新幹線改札口に自動改札機を導入[15]。
  - 12月4日：山形新幹線が新庄駅まで延伸[報道 4]。
- 2002年（平成14年）
  - 4月1日：JR貨物山形駅が廃止され、代替として山形コンテナセンターが設置される。
  - 12月19日：東口にペデストリアンデッキが完成。
- 2005年（平成17年）3月25日：在来線に自動改札機を導入（Suica非対応）。
- 2014年（平成26年）
  - 4月1日：ICカード「Suica」の利用が可能となる[報道 5]。
  - 10月1日：新幹線乗換口が業務委託化。
- 2017年（平成30年）
  - 10月13日：駅ビル「エスパル山形」の4階がリニューアル[報道 6]。
  - 11月17日：駅ビル「エスパル山形」の1・2階がリニューアルし、グランドオープン[報道 6]。
- 2020年（令和2年）
  - 3月14日：新幹線eチケットサービス開始[報道 7]。
  - 11月12日：「ホテルメトロポリタン山形 南館」が開業[報道 3]。
- 2021年（令和3年）
  - 3月13日：タッチでGo!新幹線のサービスを開始[注 1][報道 10]。
  - 12月28日：びゅうプラザの営業を終了[16]。
- 2022年（令和4年）
  - 2月10日：びゅうプラザ跡に駅たびコンシェルジュ山形が開業[報道 11][新聞 14]。
  - 3月12日：山形駅、米沢駅、山形運輸区を統合した山形統括センター管理下となる。山形地区センターの一部業務を山形統括センターに移管。
- 2024年（令和6年）10月1日：えきねっとQチケのサービスを開始[1][報道 12]。

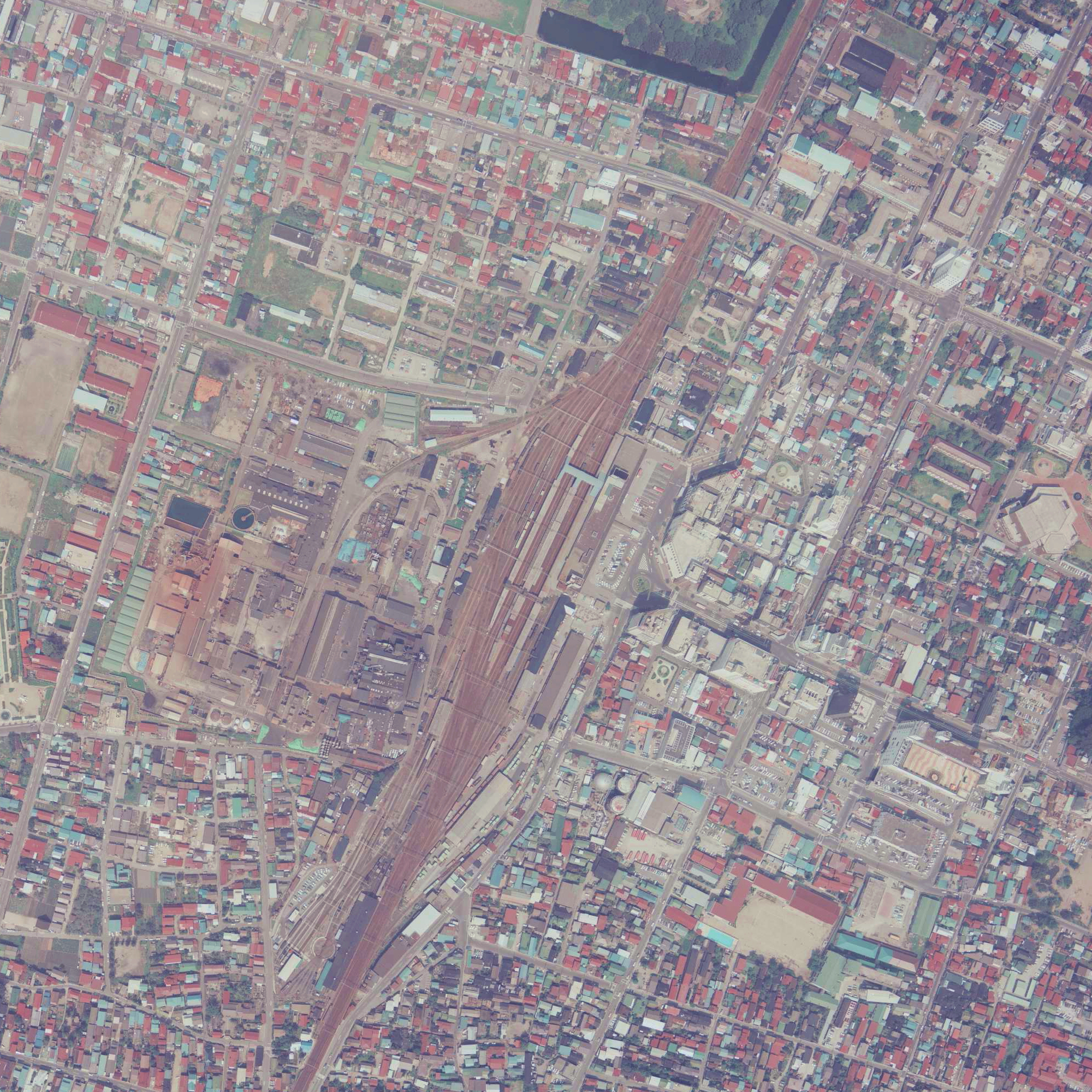
駅周辺の空中写真（1976年9月）
国土交通省 国土地理院 地図・空中写真閲覧サービスの空中写真を基に作成

## 駅構造
計3面7線を有する地上駅である。橋上駅舎を有する。
新幹線ホームは単式・切欠きホーム1面2線（1・2番線）で、1番線の新庄方が行き止まりであり、新庄発着列車は2番線を使用する。ホームの長さはどちらも山形新幹線7両分である。ホームの新庄寄りに新幹線乗換改札口がある。なお、2002年（平成14年）ごろにこの新幹線乗換改札口は在来線改札の南に設置され、そこから在来線改札にわたって在来線利用客と新幹線利用客を分ける仕切りが存在したが、2004年（平成16年）夏までに撤去され、現在の状態に戻った。
在来線ホームは2面5線である。3・4番線は島式ホーム1面2線で、標準軌の奥羽本線（山形線）が使用する。5 - 7番線は島式・切欠きホーム1面3線で、狭軌の左沢線・仙山線が使用しているが、2020年（令和2年）3月のダイヤにおいて5番線を発車する定期列車はなく（到着する定期列車はある）、臨時列車の発着に利用されている。6番線は、5番線新庄方面の一部を切り欠いたものである。3・4・7番線ホームの長さは、在来線10両分ある。
発車メロディに花笠音頭が使用されている。この発車メロディには1992年（平成4年）の山形新幹線開業時からオルゴール調の電子音（約15秒）が使用されていたが、2023年（令和5年）10月15日から山形交響楽団オーケストラによるフルオーケストラの新音源（約25秒）となった。
山形統括センター管理下の直営駅である。管理駅として、奥羽本線・羽前中山駅 - 袖崎駅間、仙山線・面白山高原駅 - 楯山駅間の各駅を管理している。なお、新幹線乗換口・遺失物取扱業務についてはJR東日本東北総合サービスに業務委託されている。
駅舎内部には、みどりの窓口、駅たびコンシェルジュ、自動券売機、指定席券売機、自動改札機（Suica、えきねっとQチケ対応）、駅レンタカー（駅西口）が設置されている。お客様相談室は、仙台支社管内の他駅同様、2012年（平成24年）1月31日をもって廃止された。売店は改札外のタクシープール前にNewDays、待合室内に土産店と駅弁売店、新幹線ホームにNewDaysがある。また、新幹線乗換口前で森弁当部が駅弁の販売をしている。
各ホームにエレベーターとエスカレーターが設置されている。また、新幹線ホームには、LED式の乗車位置案内表示器が1番線・2番線ともに設置されている。
2014年（平成26年）4月から5月にかけて、山形デスティネーションキャンペーンに合わせて改札と周辺が改装され、観光案内所や物産店が開業した。

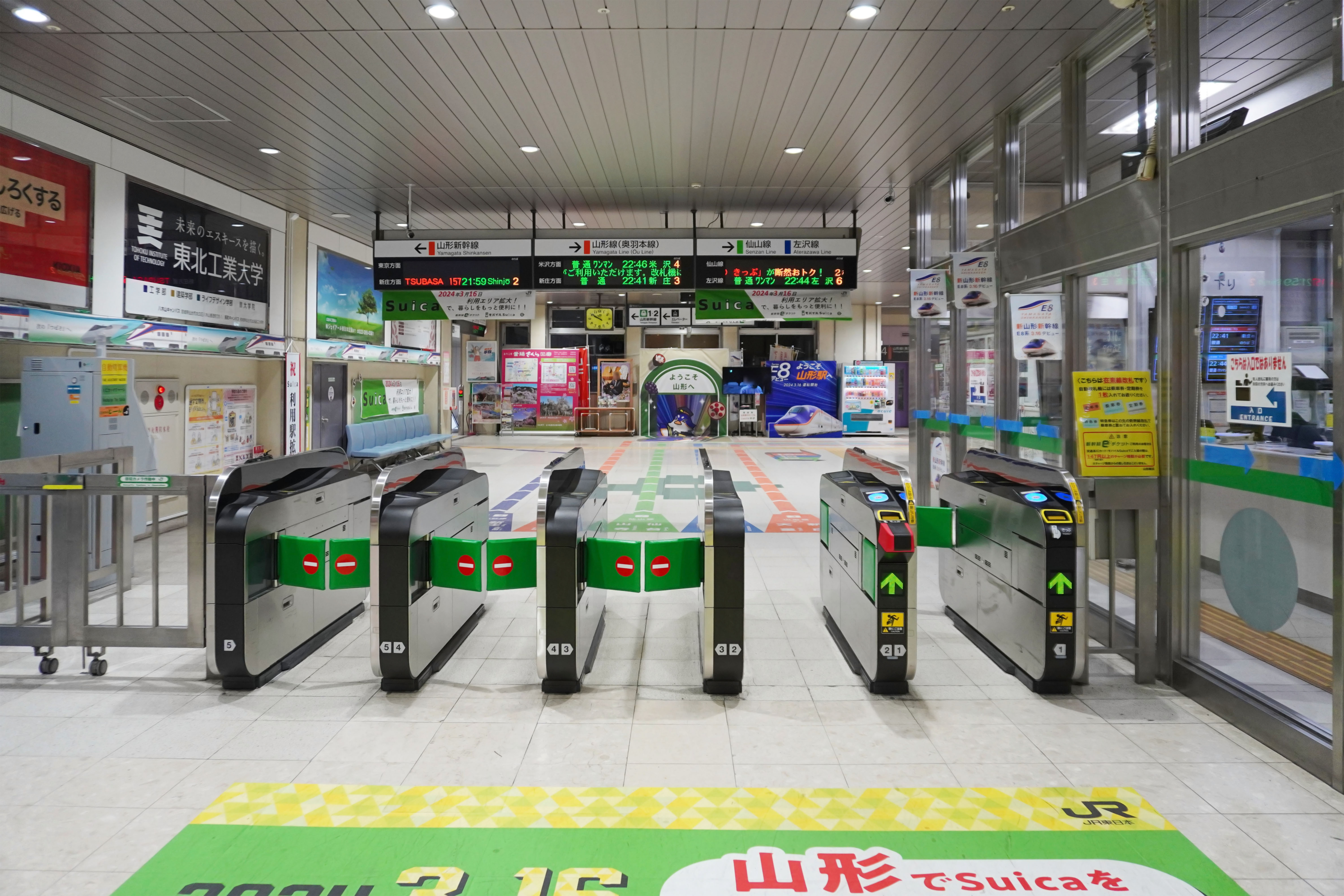
在来線改札口（2024年3月）
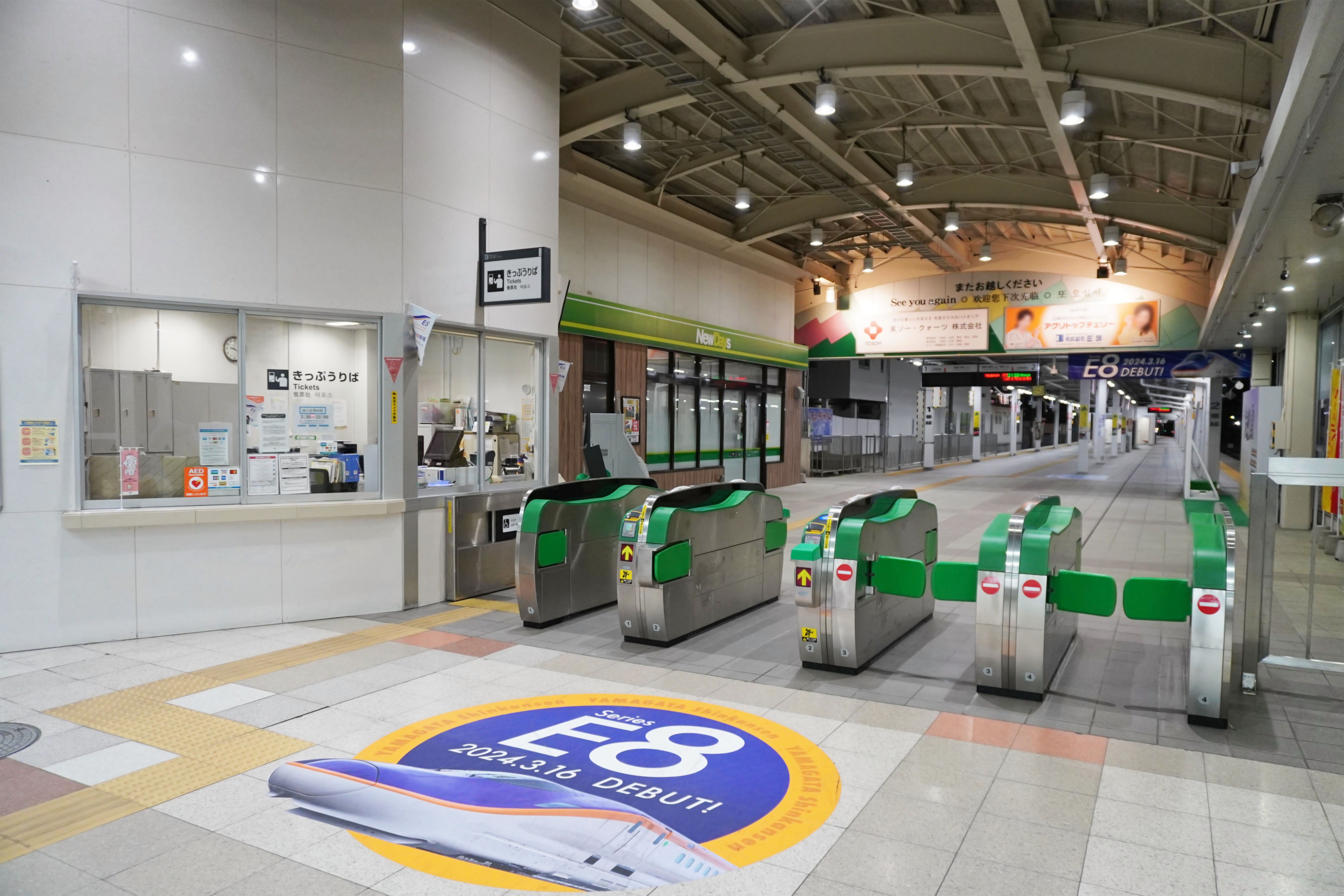
新幹線乗換改札口（2024年3月）
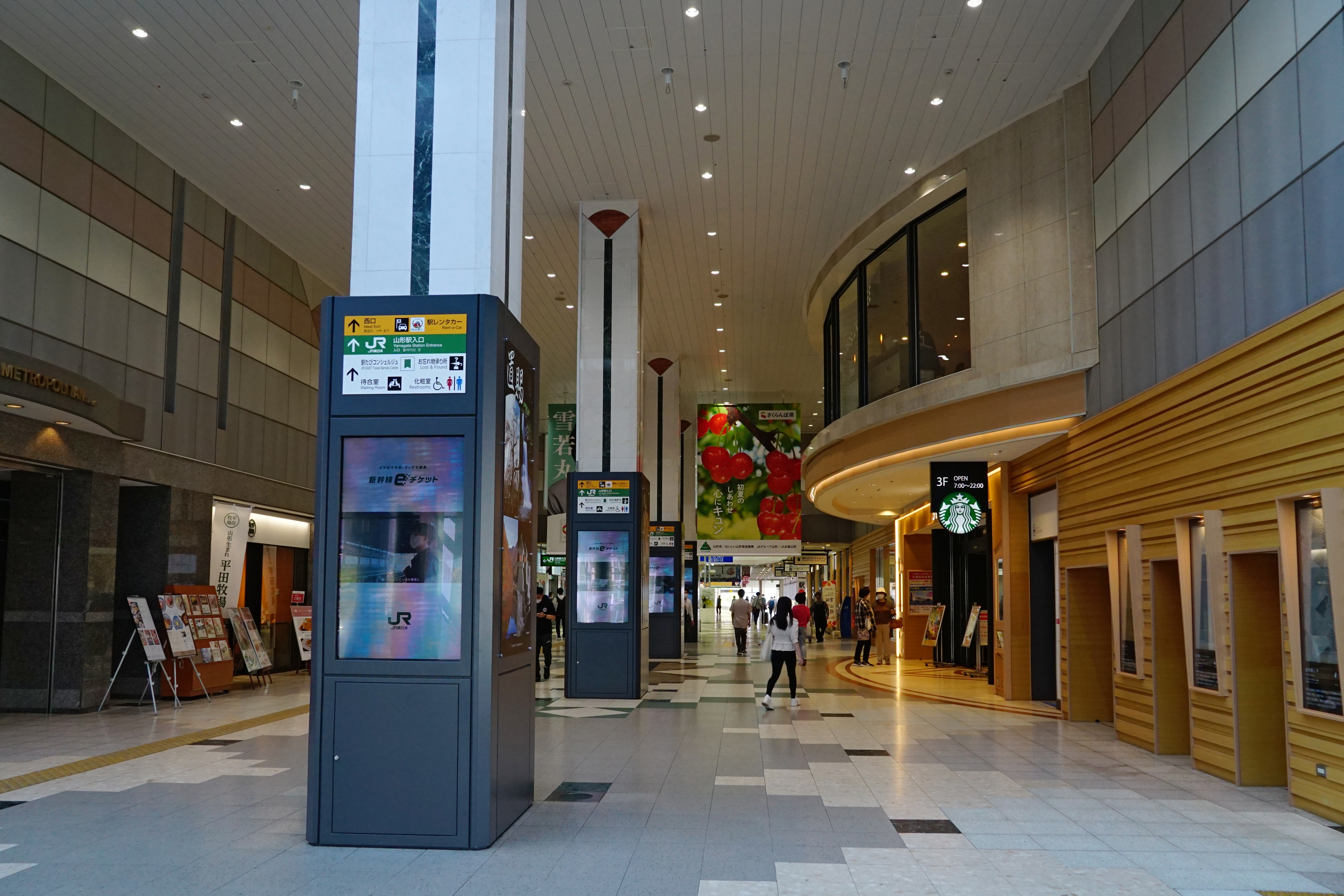
東西自由通路（2022年4月）
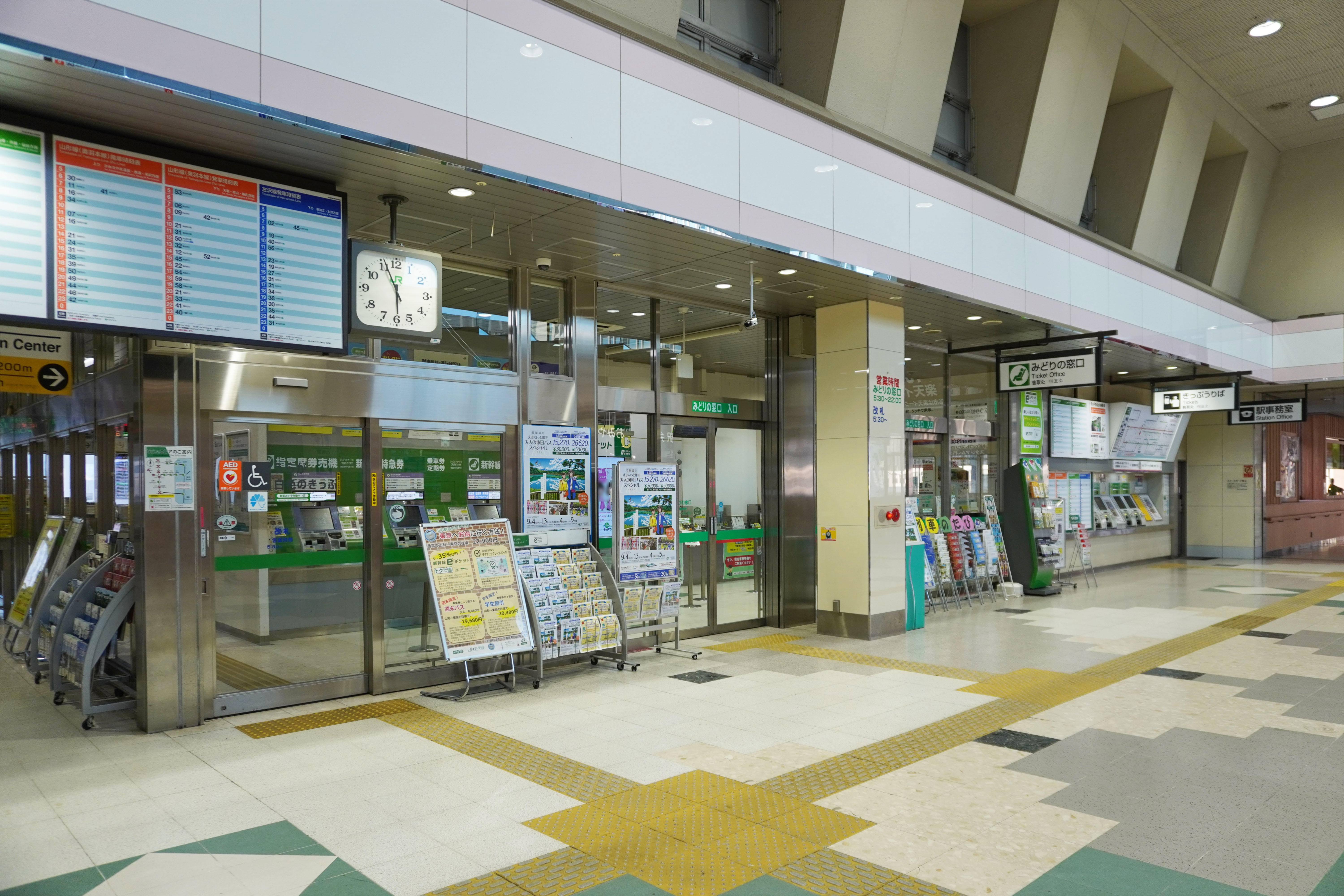
切符売り場（2023年9月）

### のりば
| 番線   | 路線           | 方向           | 行先                     | 備考           |
| ------ | -------------- | -------------- | ------------------------ | -------------- |
| 標準軌 |                |                |                          |                |
| 1      | ■山形新幹線    | 上り           | 福島・東京方面           | 当駅始発       |
| 2      | ■山形新幹線    | 上り           | 福島・東京方面           |                |
| 2      | ■山形新幹線    | 下り           | 新庄方面                 |                |
| 3      | ■山形線        | 下り           | 天童・新庄方面           |                |
| 4      | ■山形線        | 上り           | かみのやま温泉・米沢方面 |                |
| 狭軌   |                |                |                          |                |
| 5      | （予備ホーム） | （予備ホーム） | （予備ホーム）           | （予備ホーム） |
| 6      | ■左沢線        | -              | 寒河江・左沢方面         |                |
| 7      | ■仙山線        | -              | 山寺・愛子・仙台方面     |                |

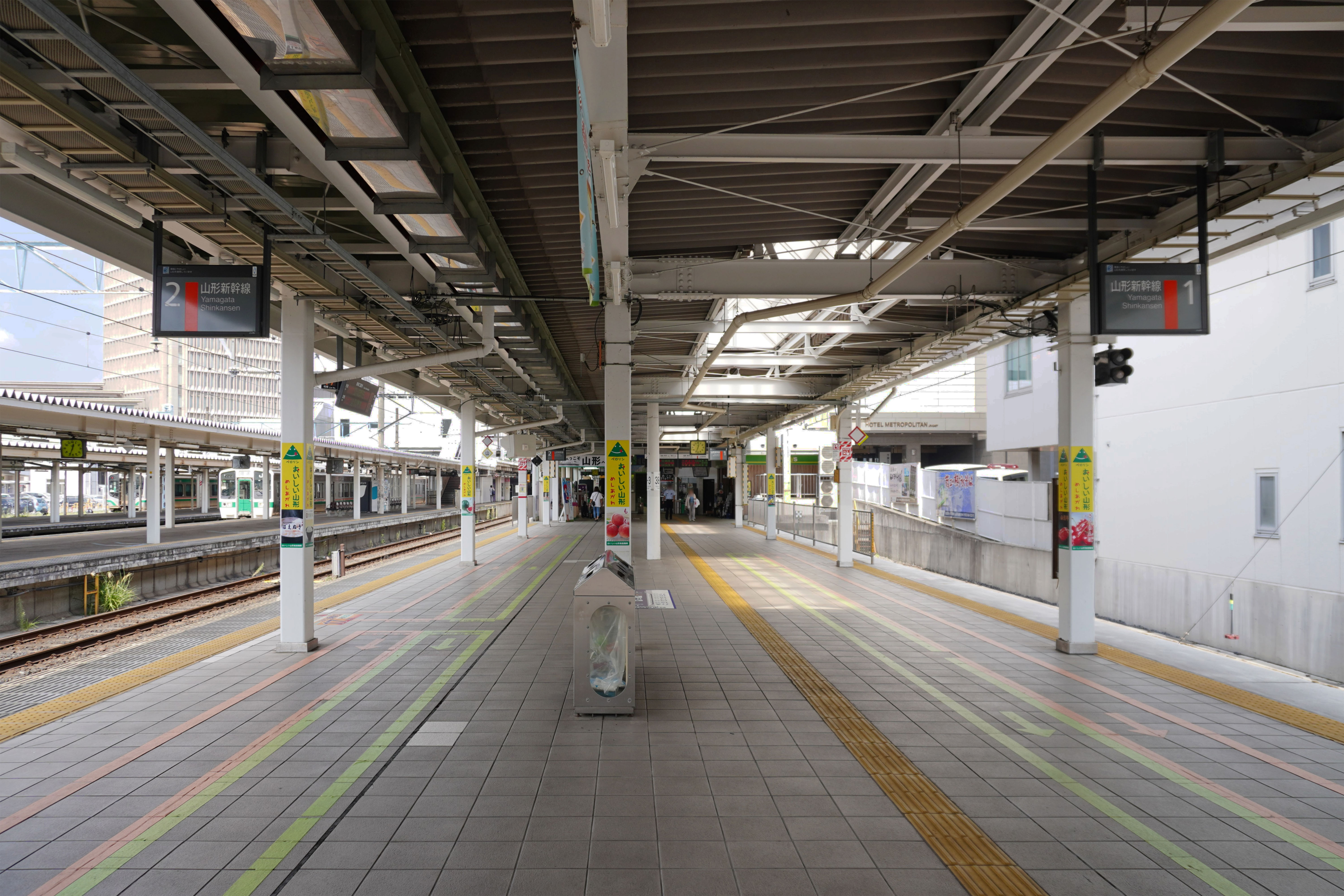
1・2番線ホーム（2023年9月）
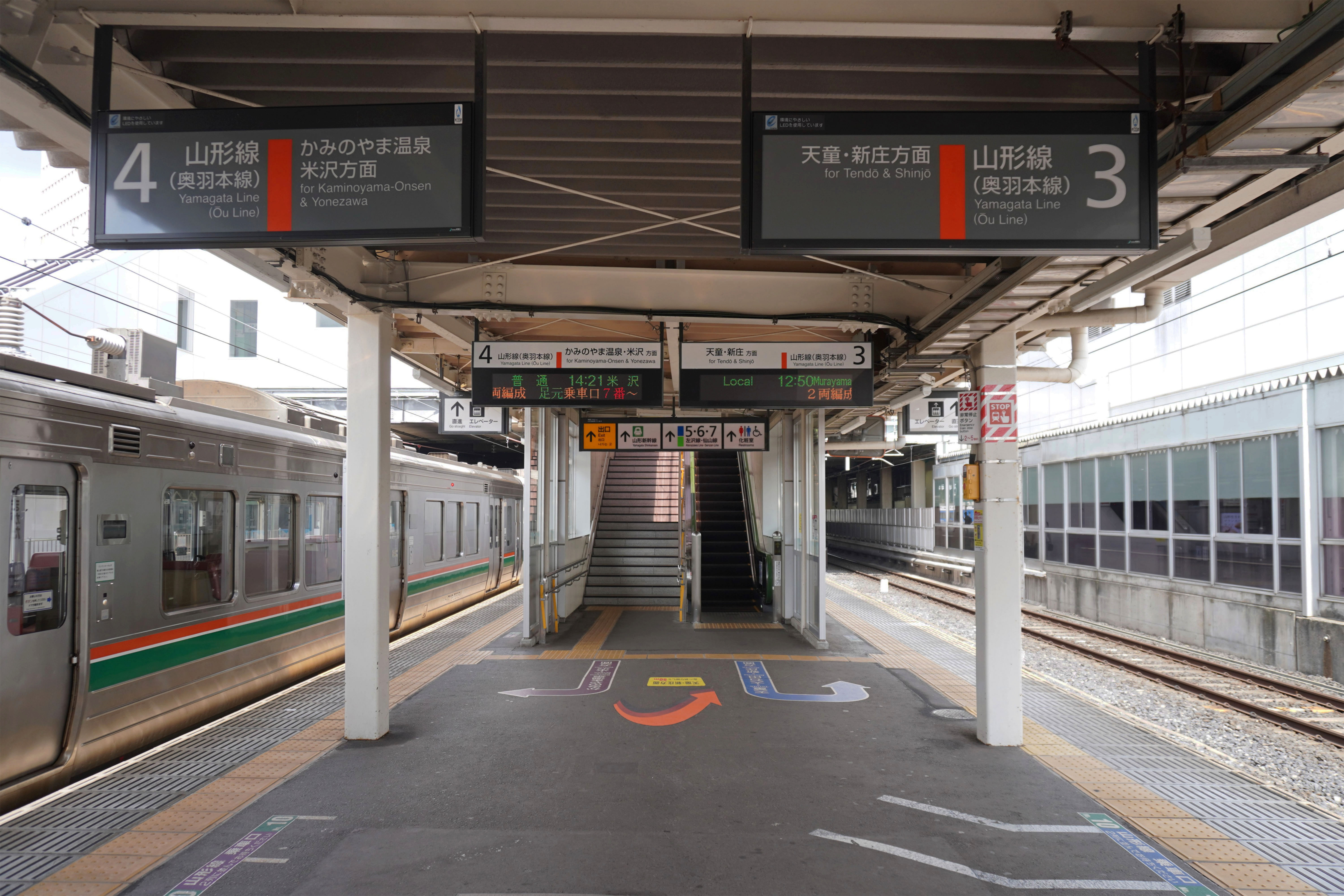
3・4番線ホーム（2023年9月）
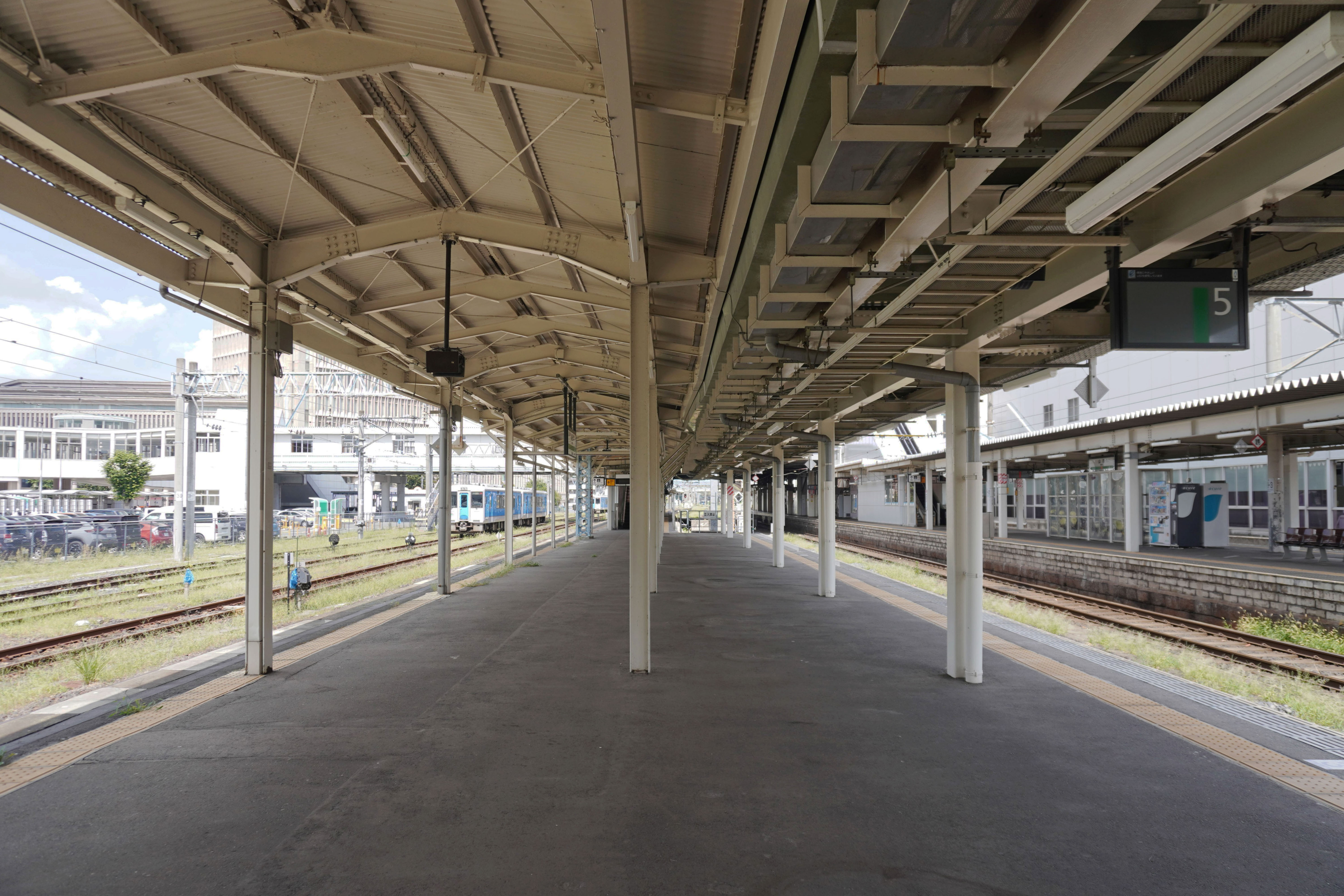
5番線ホーム（2023年9月）
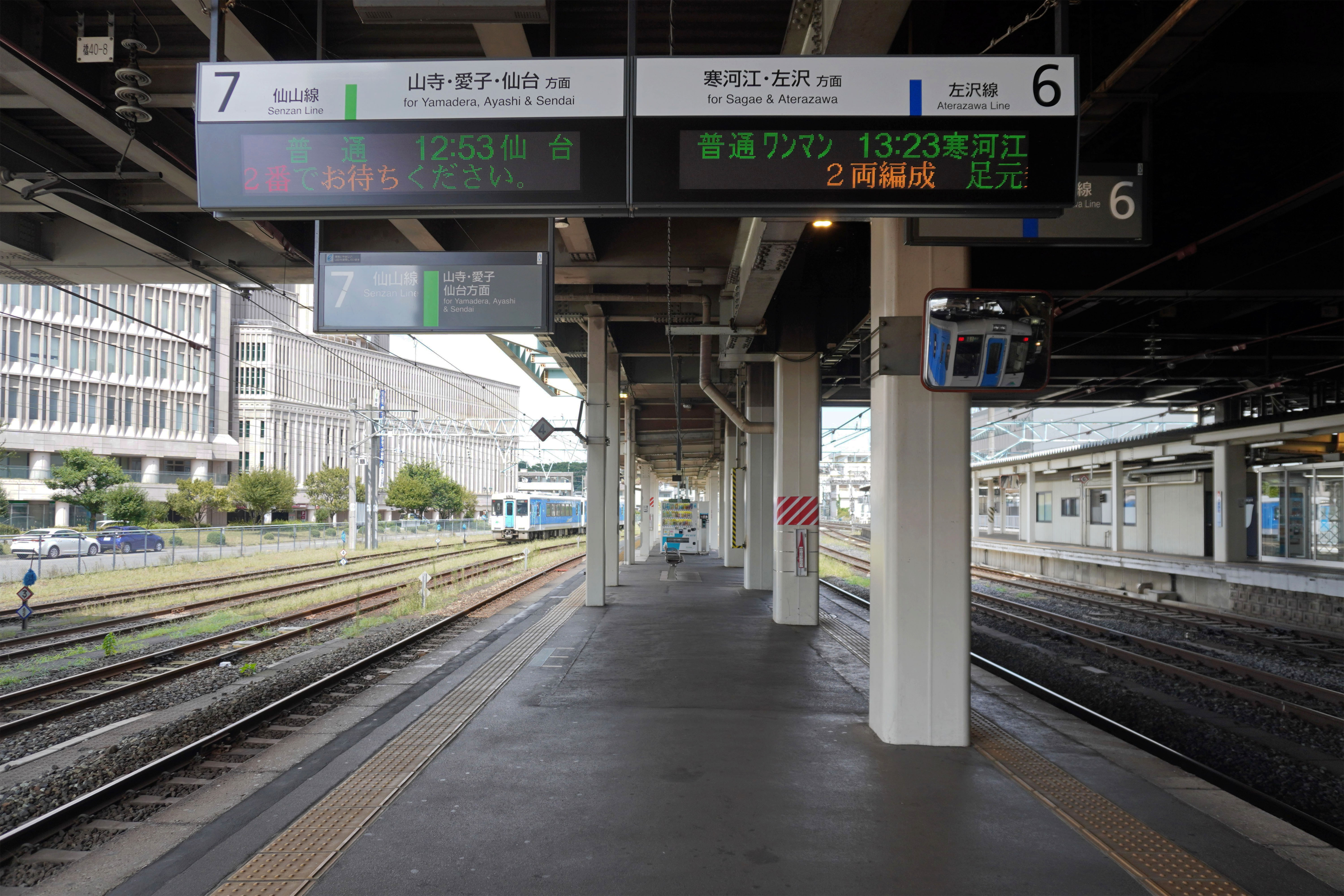
6・7番線ホーム（2023年9月）

## 駅弁
もりべんなどが販売する主な駅弁は下記の通り。
- やまもり弁当
- 牛・豚・鶏の肉づくし
- 山形特選牛めし
- 女性のための幕の内弁当
- みちのく弁当の旅

## 利用状況

### 1日平均乗車人員
JR東日本によると、2023年度（令和5年度）の1日平均乗車人員は9,652人である。
山形新幹線はあくまで在来線扱いのため、以下の1日平均乗車人員は奥羽本線（山形線）などのいわゆる「一般的な在来線」と「山形新幹線」の合算で公表されている。新幹線の乗車人員も分けて公表される、新青森駅や仙台駅などのフル規格新幹線駅の公表方法とは異なる。
なお、1935年度（昭和10年度）および1994年度（平成6年度）以降の推移は以下のとおりである。
| 1日平均乗車人員推移 | 1日平均乗車人員推移 | 1日平均乗車人員推移 | 1日平均乗車人員推移 | 1日平均乗車人員推移 |
| 年度                | 定期外              | 定期                | 合計                | 出典                |
| ------------------- | ------------------- | ------------------- | ------------------- | ------------------- |
| 1935年（昭和10年）  |                     |                     | 1,842               | [ 利用客数 2 ]      |
| 1994年（平成06年）  |                     |                     | 13,350              | [ 利用客数 3 ]      |
| 1995年（平成07年）  |                     |                     | 13,400              | [ 利用客数 3 ]      |
| 1996年（平成08年）  |                     |                     | 13,340              | [ 利用客数 3 ]      |
| 1997年（平成09年）  |                     |                     | 13,040              | [ 利用客数 3 ]      |
| 1998年（平成10年）  |                     |                     | 12,650              | [ 利用客数 3 ]      |
| 1999年（平成11年）  |                     |                     | 11,750              | [ 利用客数 3 ]      |
| 2000年（平成12年）  |                     |                     | 11,800              | [ 利用客数 4 ]      |
| 2001年（平成13年）  |                     |                     | 11,543              | [ 利用客数 5 ]      |
| 2002年（平成14年）  |                     |                     | 11,306              | [ 利用客数 6 ]      |
| 2003年（平成15年）  |                     |                     | 10,963              | [ 利用客数 7 ]      |
| 2004年（平成16年）  |                     |                     | 11,000              | [ 利用客数 8 ]      |
| 2005年（平成17年）  |                     |                     | 11,096              | [ 利用客数 9 ]      |
| 2006年（平成18年）  |                     |                     | 10,963              | [ 利用客数 10 ]     |
| 2007年（平成19年）  |                     |                     | 11,014              | [ 利用客数 11 ]     |
| 2008年（平成20年）  |                     |                     | 10,994              | [ 利用客数 12 ]     |
| 2009年（平成21年）  |                     |                     | 10,889              | [ 利用客数 13 ]     |
| 2010年（平成22年）  |                     |                     | 10,562              | [ 利用客数 14 ]     |
| 2011年（平成23年）  |                     |                     | 10,518              | [ 利用客数 15 ]     |
| 2012年（平成24年）  | 4,604               | 6,255               | 10,860              | [ 利用客数 16 ]     |
| 2013年（平成25年）  | 4,737               | 6,483               | 11,221              | [ 利用客数 17 ]     |
| 2014年（平成26年）  | 4,752               | 5,901               | 10,654              | [ 利用客数 18 ]     |
| 2015年（平成27年）  | 4,735               | 5,998               | 10,733              | [ 利用客数 19 ]     |
| 2016年（平成28年）  | 4,762               | 5,923               | 10,686              | [ 利用客数 20 ]     |
| 2017年（平成29年）  | 4,823               | 5,935               | 10,759              | [ 利用客数 21 ]     |
| 2018年（平成30年）  | 4,879               | 5,848               | 10,728              | [ 利用客数 22 ]     |
| 2019年（令和元年）  | 4,634               | 5,798               | 10,433              | [ 利用客数 23 ]     |
| 2020年（令和02年）  | 1,893               | 5,040               | 6,934               | [ 利用客数 24 ]     |
| 2021年（令和03年）  | 2,281               | 5,254               | 7,535               | [ 利用客数 25 ]     |
| 2022年（令和04年）  | 3,302               | 5,435               | 8,737               | [ 利用客数 26 ]     |
| 2023年（令和05年）  | 4,180               | 5,471               | 9,652               | [ 利用客数 1 ]      |

### 対東京年間輸送人員
JR東日本によると、コロナ禍の影響が無かった2018年度（平成30年度）の東京 - 山形間の年間輸送人員は、新幹線が約259万人（シェア96%）、航空機が約9.6万人（シェア4%）、新幹線と航空機の合計は約268.6万人である。
東京 - 山形間における新幹線の輸送人員は、公表されている中では東京 - 仙台間の約1080.9万人、東京 - 盛岡間の約262.1万人、東京 - 青森間の約262万人に次いで東北4位となっている。また、新幹線と航空機を合わせた輸送人員は、東京 - 仙台間の約1080.9万人、東京 - 青森間の約336.8万人に次いで東北3位となっている。
| 東京 - 山形 年間輸送人員（千人） | 東京 - 山形 年間輸送人員（千人） | 東京 - 山形 年間輸送人員（千人） | 東京 - 山形 年間輸送人員（千人） | 東京 - 山形 年間輸送人員（千人） |
| 年度                             | 新幹線                           | 航空機                           | 合計                             | 出典                             |
| -------------------------------- | -------------------------------- | -------------------------------- | -------------------------------- | -------------------------------- |
| 2014年（平成26年）               | 2,450                            | 74                               | 2,524                            | [ 20 ]                           |
| 2014年（平成26年）               | 97%                              | 3%                               | 100%                             | [ 20 ]                           |
| 2015年（平成27年）               | 2,490                            | 83                               | 2,573                            | [ 20 ]                           |
| 2015年（平成27年）               | 97%                              | 3%                               | 100%                             | [ 20 ]                           |
| 2016年（平成28年）               | 2,496                            | 84                               | 2,580                            | [ 20 ]                           |
| 2016年（平成28年）               | 97%                              | 3%                               | 100%                             | [ 20 ]                           |
| 2017年（平成29年）               | 2,542                            | 87                               | 2,629                            | [ 20 ]                           |
| 2017年（平成29年）               | 97%                              | 3%                               | 100%                             | [ 20 ]                           |
| 2018年（平成30年）               | 2,590                            | 96                               | 2,686                            | [ 20 ]                           |
| 2018年（平成30年）               | 96%                              | 4%                               | 100%                             | [ 20 ]                           |
| 2019年（令和元年）               | 2,455                            | 96                               | 2,551                            | [ 20 ]                           |
| 2019年（令和元年）               | 96%                              | 4%                               | 100%                             | [ 20 ]                           |
| 2020年（令和02年）               | 654                              | 15                               | 669                              | [ 20 ]                           |
| 2020年（令和02年）               | 98%                              | 2%                               | 100%                             | [ 20 ]                           |
| 2021年（令和03年）               | 966                              | 53                               | 1,019                            | [ 20 ]                           |
| 2021年（令和03年）               | 95%                              | 5%                               | 100%                             | [ 20 ]                           |
| 2022年（令和04年）               | 1,695                            | 94                               | 1,789                            | [ 20 ]                           |
| 2022年（令和04年）               | 95%                              | 5%                               | 100%                             | [ 20 ]                           |
| 2023年（令和05年）               | 2,278                            | 104                              | 2,382                            | [ 20 ]                           |
| 2023年（令和05年）               | 96%                              | 4%                               | 100%                             | [ 20 ]                           |

JR東日本によると2024年（令和6年）3月現在、新幹線の所要時間は最速2時間22分、運賃（通常期）は11,450円、1日16往復運行されている。また、航空機の所要時間は約2時間35分、1日2往復運行されている。

## 駅周辺
山形市の中心市街地は、第二次世界大戦において空襲による被災を経なかったことから城下町特有の隘路が残存され、道路交通上の問題が指摘されていた。加えて山形駅前地区においては、木造低層商店、倉庫等が密集し、都市災害の危険性だけではなく地区発展の妨げともなっていた。
1961年度には山形市によって山形駅前土地区画整理事業（17.6ヘクタール）の施行が着手されるが、1968年に制定された都市計画法によって、防災建築街区造成事業も早期に完成させることも要求されたため、山形駅前土地区画整理事業は土地区画整理事業と防災建築街区造成事業を合併して施行することとなった。土地区画整理事業に伴って1967年に駅舎が改築され、同時に駅前広場も従来比の2倍に拡張され整備されたほか、1969年度には駅周辺住民の利便性確保のため新設された駅前と駅裏を結ぶ幅員4.8メートル、延長141メートルの地下道が完成している。1970年12月に施行地における第1号の建物として大宝ビルが完成したのを皮切りにスーパーやホテルなどを中核テナントとしたビルが続々と建てられた。1976年には土地区画整理事業が完了し、駅前大通りなども拡幅されたことから駅周辺は県都の表玄関として近代化され、駅前大通りに面した幸町、香澄町、十日町は商業集積も高まり、中心市街地の七日町と匹敵する商業地へと変貌を遂げた。しかし、市郊外における量販店やロードサイド店の出店攻勢によって、2000年代に入り売り上げ不振に陥った山形ビブレの撤退や、山交ビルの中核を担っていたダイエー山形店の撤退など、駅周辺の商業環境も時代の波に洗われている。
一方、山形駅西地区は鉄道輸送と連携して、1928年に山形市の誘致企業である鉄興社（現：東ソー）が工場の操業を始めた。また、国鉄官舎や山形機関区のほか、民家も立地する雑然とした地域であった。しかし、山形新幹線や高速道路の開通によって山形駅周辺を利用する人も飛躍的に増加したことから、山形の顔として機能拡大を求められていたことに鑑み、山形駅西口地区に新たな都市機能を導入し新都心地区として整備することを目的に、1993年度から山形市によって総事業費約340億円を投じ、山形駅西土地区画事業（約29.9ヘクタール）の施行が着手され、2002年度に事業は完了している。再開発によって、霞城セントラル（官民複合型ビル）や山形テルサ（複合施設）等ができ、市街地は駅西に拡大した。このほか施行地にはホテルやマンションの立地が進んだ。
東口
- 山形駅東口交通センター
- 山形駅前センタービル
- 山形駅前郵便局
- 山形市民会館
- NHK山形放送局
- 篠田総合病院
- 山形さくら町病院
- 山形学院高等学校
- ダイワロイネットホテル山形駅前
- コンフォートホテル山形
- ホテルアルファーワン山形
- アパホテル山形駅前大通
- 山形グランドホテル
- ホテルメトロポリタン山形 - 2021年（令和3年）2月17日より、駅ナカシェアオフィス「STATION WORK」が利用可能（事前予約制）[22][報道 14]。
- 山形国際ホテル
- ホテルキャッスル（1981年〈昭和56年〉4月開業、2023年〈令和5年〉12月末閉館[新聞 17]）
- ドコモ山形ビル
- 山交ビル（山交バスターミナル）
  - ヤマザワ山交ビル店

西口
- 霞城セントラル
  - 山形駅西口ワシントンホテル
- 山形テルサ
- やまぎん県民ホール
- 山形市立第三中学校
- 大原学園山形校
- 山形信用金庫城南支店
- 東横INN山形駅西口
- リッチモンドホテル山形駅前
- ホテルルートイン山形駅前
- スーパーホテル山形駅西口
- 霞城公園（山形城跡）
  - 山形市郷土館（旧済生館本館）

## バス路線
バス乗り場は山形駅前ターミナル（山形駅東口の北側）と山交ビルバスターミナルに置かれている。山交ビルバスターミナルは山形駅東口から東へ徒歩5分ほどの所にあり、ほとんどの便が山形駅前を経由する。また、西口の霞城セントラル前にもバス乗り場があり、主に山形市西部方面行きバスが乗り入れている。

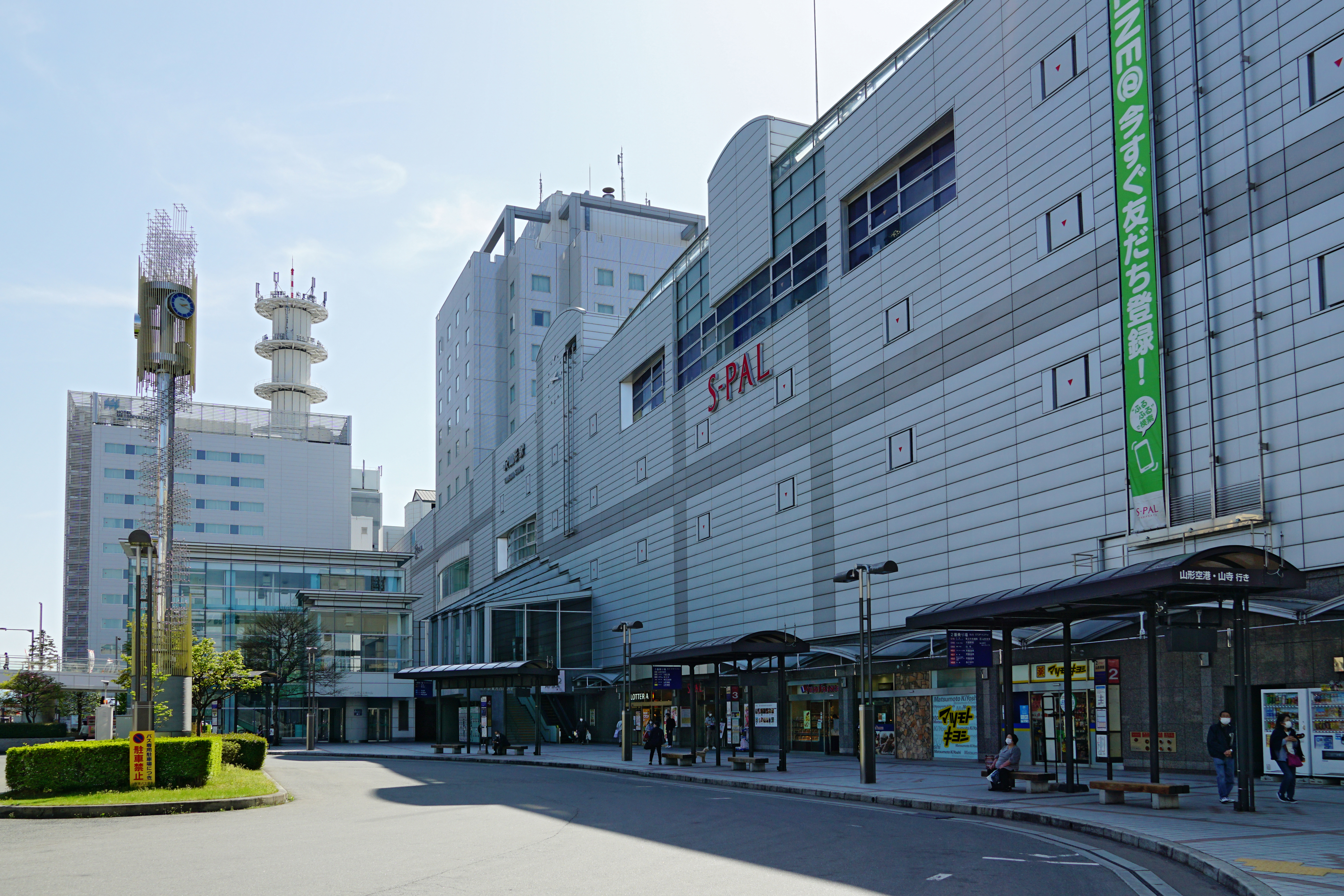
山形駅前バスのりば
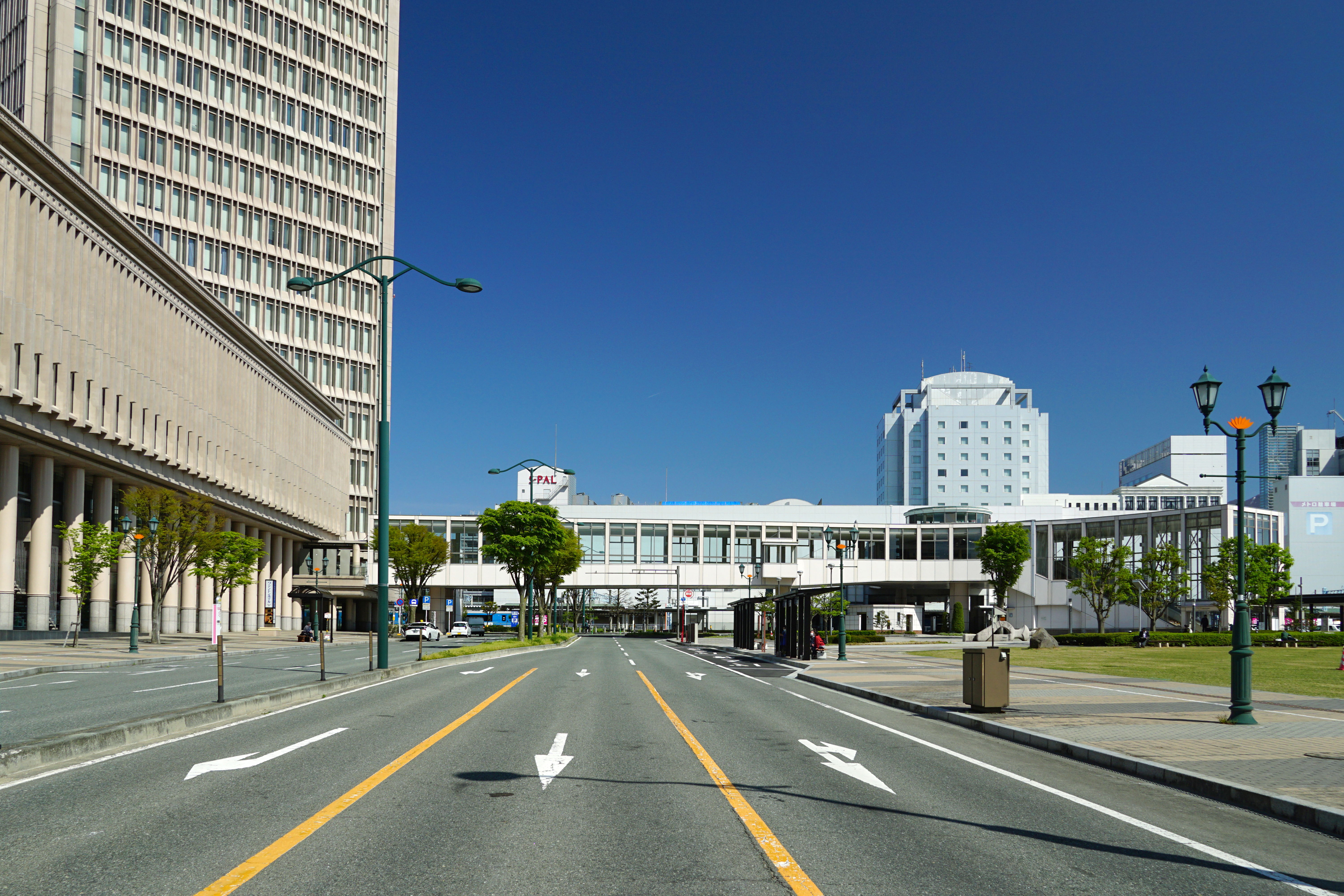
霞城セントラル前

| のりば               | 運行事業者               | 系統・行先                                                                                              |
| 山形駅前バスのりば   | 山形駅前バスのりば       | 山形駅前バスのりば                                                                                      |
| -------------------- | ------------------------ | --- |
| 1                    | 山交バス                 | 特急：蔵王刈田山頂                                                                                      |
| 1                    | - 山交バス - 宮城交通    | - 高速「仙台 - 山形線」：仙台駅前・宮城県県庁市役所前 - 高速「仙台空港 - 山形線」：仙台空港             |
| 1                    | - 山交バス - 庄内交通    | 高速「山形 - 鶴岡・酒田線」：酒田庄交バスターミナル                                                     |
| 1                    | JRバス東北               | - 高速「ドリーム山形／米沢・新宿号」：東京ディズニーランド - 臨時「ドリーム山形／米沢・東京号」：東京駅 |
| 1                    | - 山交バス - 新潟交通    | 高速「Zao号」：新潟駅前・万代シテイバスセンター                                                         |
| 2                    | －                       | 空港シャトル：山形空港                                                                                  |
| 2                    | 山交バス                 | - わくわくランド前 - あけぼの - 交通安全センター - 県立病院 - 天童駅前 - 山寺                           |
| 1・2番の間           | ベニちゃんバス           | - 東くるりん - 西くるりん                                                                               |
| 3                    | 山交バス                 | - 寒河江駅前 - 山形病院 - 沼の辺 - 山形市役所 - 千歳公園                                                |
| 4                    | 山交バス                 | - 長井 - 長谷堂 - 高松葉山温泉 - 東海大山形高（大学病院） - 山形県庁                                    |
| 5                    | 山交バス                 | - 関沢 - 宝沢 - 防原 - 山形県庁 - 芸工大 - 西蔵王 - ヒルズサンピア                                      |
| 山形銀行前           |                          | |
| －                   | 桜交通                   | 高速「キラキラ号」：バスタ新宿・横浜                                                                    |
| 山形駅西口バスのりば |                          | |
| －                   | 山交バス                 | - 柏倉 - 畑谷・下原・替所 - 山辺駅前 - みはらしの丘 - 山形市役所前 - 千歳公園待合所                     |
| 霞城セントラル前     |                          | |
| －                   | WILLER EXPRESS           | 高速「千葉・東京 - 山形線」：バスタ新宿・東京ディズニーランド                                           |
| －                   | オリオンバス             | 高速「オリオンバス」：東京駅・東京ディズニーランド                                                      |
| －                   | ジャムジャムエクスプレス | 高速「JAMJAMライナー」：新宿・羽田空港                                                                  |

- 山形駅前バスのりば
- 霞城セントラル前

## その他
「平成13年に100周年を迎える県都の玄関口の駅」として、2002年（平成14年）に東北の駅百選に選定された。
以前はSuicaエリア外だったため、仙山線で仙台方面からSuicaで入場して乗り越して来る旅客が多く、駅構内の階段、改札口、自動券売機に「Suicaエリア外」の旨の注意ポスターなどが貼ってあった（乗越して来た場合は有人改札口で現金精算。精算証明書をもらい、後でSuicaエリア内の駅で出場処理が必要であった）。2014年（平成26年）4月より山形駅でもSuicaの利用が可能となったが、Suicaの発売、払い戻し、Suica定期券の発売は行っていなかった。2020年（令和2年）3月の新幹線eチケットサービスの開始に伴い、みどりの窓口にてSuicaの発売、再発行、払い戻しの取り扱いが開始されたが、一部対応駅扱いであるため、Suica定期券の発売は従来通り行わなかった。2024年（令和6年）3月16日より山形都市圏Suicaエリア拡大に伴い在来線における全てのSuicaサービスを開始した。

## 隣の駅
東日本旅客鉄道（JR東日本）
■山形新幹線
かみのやま温泉駅 - 山形駅 - 天童駅
■山形線（奥羽本線）
蔵王駅 - 山形駅 - 北山形駅
■仙山線（羽前千歳 - 当駅間は奥羽本線）
□快速・■普通
北山形駅 - 山形駅
■左沢線（当駅 - 北山形間は奥羽本線）
山形駅 - 北山形駅

### 記事本文